# Zernitz (Zerbst)
Zernitz ist ein Ortsteil der gleichnamigen Ortschaft der Stadt Zerbst/Anhalt im Landkreis Anhalt-Bitterfeld in Sachsen-Anhalt, (Deutschland).

## Geografie
Das anhaltische Dorf Zernitz zwischen den Städten Zerbst und Lindau liegt am Zusammenfluss der nördlichen und mittleren Nuthe, die im südwestlichen Fläming entspringen. Das Gelände um Zernitz ist überwiegend flach und fällt nach Süden in Richtung Zerbst allmählich ab.
Naturräumlich gehört der Ort zum Zerbster Land, einer ackergeprägten offenen Kulturlandschaft und 536 km² großen Haupteinheit der übergeordneten Haupteinheitengruppe des Fläming im norddeutschen Tiefland. Das Zerbster Land bildet die Südwestabdachung des Flämings zur Elbe und gehört zum Einzugsgebiet dieses Flusses.
Von Zernitz führen Straßenverbindungen nach Lindau und Zerbst. Im sieben Kilometer entfernten Zerbst bestehen Bahnanschlüsse nach Magdeburg und Dessau-Roßlau.
Die Ortschaft Zernitz bildet sich durch die Ortsteile Kuhberge (59 Einwohner), Strinum (82 Einwohner) und Zernitz (68 Einwohner).

## Geschichte
Am 20. Juli 1950 wurden die bis dahin eigenständigen Gemeinden Kuhberge und Strinum nach Zernitz eingemeindet.
Am 1. Januar 2010 wurde die Gemeinde Zernitz mit den zugehörigen Ortsteilen Kuhberge und Strinum nach Zerbst/Anhalt eingemeindet.

## Politik

### Ortschaftsrat
Als Ortschaft der Stadt Zerbst/Anhalt übernimmt ein so genannter Ortschaftsrat die Wahrnehmung der speziellen Interessen des Ortes innerhalb bzw. gegenüber den Stadtgremien. Er wird aus fünf Mitgliedern gebildet.

### Bürgermeister
Die letzte Bürgermeisterin der Gemeinde Zernitz war Birgit Jacobsen.
Als weiteres ortsgebundenes Organ fungiert der Ortsbürgermeister, dieses Amt wird zurzeit von Beatrix Haake wahrgenommen.

### Wappen
| | Blasonierung: „Gespalten von Silber und Rot; vorn ein schwarzes Mühlrad am Spalt, hinten ein goldbewehrter silberner Adler am Spalt.“ |
| Wappenbegründung: Die Farben des Ortes sind Schwarz - Weiß (Silber). Das halbe Mühlrad steht symbolisch für die alte wie auch die neue Mühle von Zernitz. Der halbe Adler soll an die ehemalige Zugehörigkeit der Ortschaft zur Grafschaft Lindau erinnern. Das Wappen wurde von der Heraldischen Gesellschaft „Schwarzer Löwe“ in Leipzig gestaltet, am 11. August 1997 durch das Regierungspräsidium Dessau genehmigt und im Landesarchiv Sachsen-Anhalt unter der Wappenrollennummer 58/1997 registriert. | |

### Flagge
Die Flagge ist schwarz - weiß (1:1) gestreift und mittig mit dem Wappen des Ortes belegt.